# قائمة مواقع رامسار في العراق
قائمة مواقع رامسار في العراق هي قائمةٌ بمواقع رامسار الطبيعيّة التي تقع ضمن حدود جمهوريّة العراق، والتي لها أهميّة دوليّة وخاصّة كأراضٍ رطبة بوصفها موائل للطيور المائيّة كما هو مُوضَّح في اتفاقيّة رامسار لعام 1971.
يستند اختيار المواقع الرطبة إلى أهميتها الدوليّة من الناحية البيئيّة، النباتيّة، الحيوانيّة، الهيدرولوجيّة أو مياهها العذبة. وبناءً على ذلك، فإن أي أرض رطبة تستوفي على الأقل واحدًا من تلك الأهميّات ضمن تسعة معايير مُحدَّدَة يُمكن أن تُسجَّل من قبل السلطة الوطنيّة المختصّة وتُضاف إلى قائمة رامسار.
أُدرِجت أولى المواقع الرطبة في العراق في قائمة رامسار في عام 2007. وقد سُجل له حتى عام 2014 أربعة مواقع، يقع معظمها ضمن منطقة الأهوار جنوب البلاد عند التقاء نهري دجلة والفرات، وهي: هور الحويزة (2007)، الأهوار الوسطى (2014)، وهور الحمّار (2014)، بالإضافة إلى بحيرة ساوة (2014) الواقعة في منطقة الفرات الأوسط.
تُشكِّل مساحة هذه المناطق مجتمعة ما مقداره 537,900 هكتار (5,379 كـم2). كما يتراوح تصنيفها ما بين فئة الأراضي الرطبة الداخليّة والأراضي الرطبة من صُنع الإنسان.

## لمحة تاريخية

الأهوار بين عاميّ 2000 و2009.

انضم العراق إلى اتفاقيّة رامسار للأراضي الرطبة في عام 2007، وذلك بعد صدور قانون رقم 7 لسنة 2007، كما أصبح انضمامه نافذًا في شباط/ فبراير 2008. تقوم سكرتاريّة رامسار بالتعاون مع المقرّات الرئيسيّة للاتحاد الدولي لحفظ الطبيعة بإدارة النشاطات بشكل يومي منذ ذلك الحين. وقد نال العراق عضويّة اللجنة التوجيهيّة لاتفاقية رامسار في عام 2022 بعد حصوله على أصوات أعضاء دول غرب ووسط آسيا كافّة لتمثيلهم في تلك اللجنة.
تعرضت منطقة الأهوار، التي تضم معظم مواقع رامسار العراقيّة، إلى أعمال تجفيف بين الخمسينيّات والتسعينيّات من القرن العشرين لعدة أسباب.(1) كما طلبت الحكومة العراقيّة في منتصف عام 2017 من أمانة رامسار تنظيم بعثة إرشاديّة إلى الأهوار لتحديد سُبل التعاون في المستقبل بين العراق وإيران، حيث أن بعضها يقع على الحدود بين البلدين، وذلك للحفاظ على المدى الطويل والتنمية المستدامة للمنطقة، بما في ذلك إيجاد سبل للحد من حدوث العواصف الرمليّة والترابيّة.

## الحماية

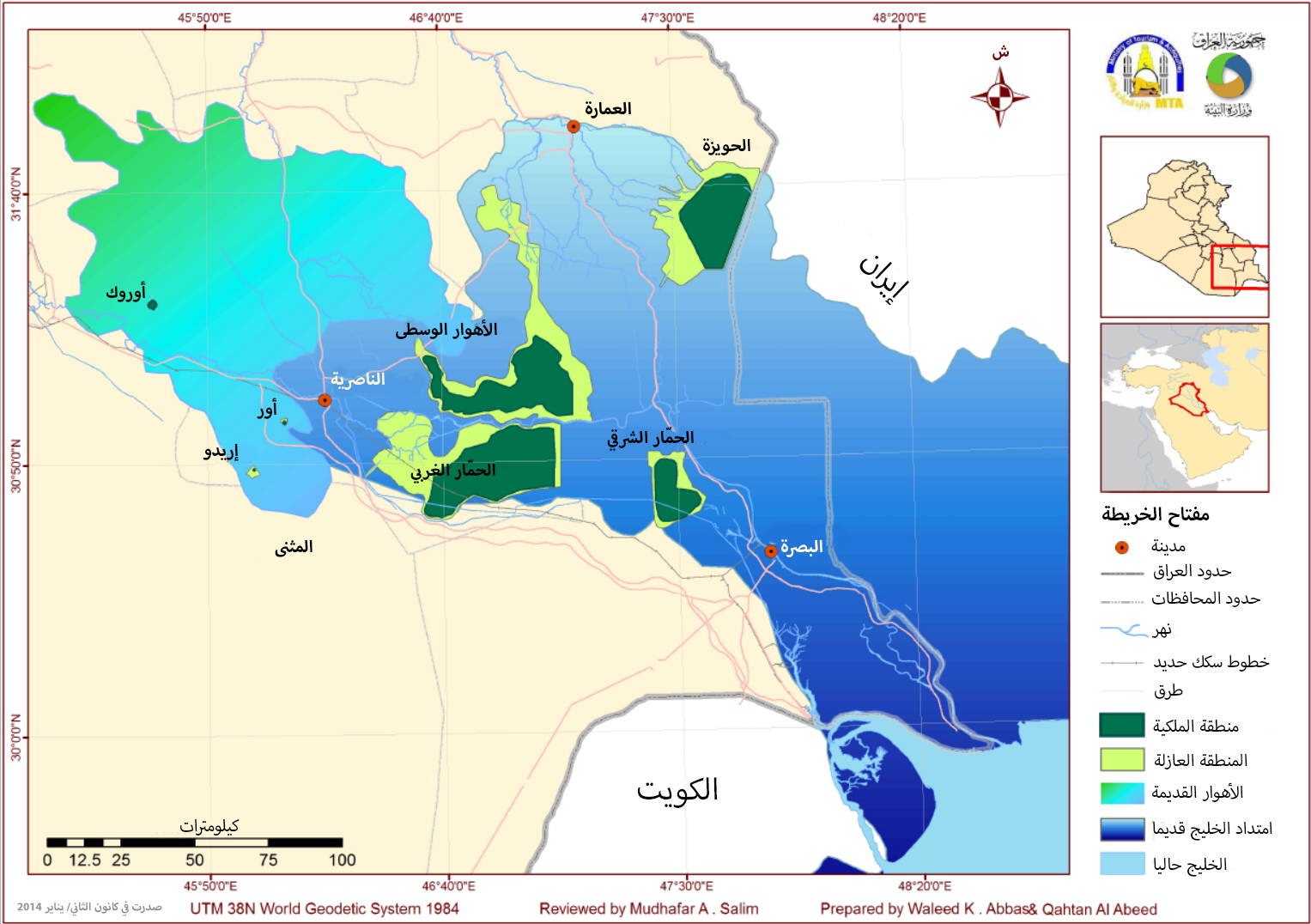
مناطق الحماية العازلة حول الأهوار وفقًا لمتطلّبات اليونسكو (أخضر فاتح).

تخضع ثلاثة مواقع من أصل أربعة مواقع رامسار في العراق للحماية كمواقع تراث عالمي منذ 2016، وهي هور الحويزة والأهوار الوسطى وهور الحمّار، بحكم أنها مُدرَجة على قائمة التراث العالمي العراقيّة التابعة لمنظمة الأمم المتحدة للتربية والعلم والثقافة (يونسكو) تحت اسم "أهوار جنوب العراق: ملجأ التنوع البيولوجي والمناظر الطبيعيّة الأثريّة في مدن بلاد ما بين النهرين"، وهو ما ترتّب عليه وجود منطقة حماية عازلة ومحيطة بها وبالأهوار الأخرى والبالغة مساحتها الإجماليّة 211,544 هكتار (2,115.44 كـم2). أما بالنسبة لبحيرة ساوة، فقد عانت من التدهور الشديد المتمثّل في إنشاء آبار أرتوازيّة فوق المياه الجوفيّة التي كانت تغذّيها، والتي حُفِرت لإقامة مشاريع صناعيّة قريبة تتعلّق بالإسمنت والملح، ما حوّل البحيرة تاليًا إلى أراضٍ جرداء في الوقت الحالي.
تواجه جميع مواقع رامسار العراقيّة، وهي المواقع المحميّة وفقًا لاتفاقية رامسار، عدّة تهديدات رئيسيّة حسب تصنيفات الاتفاقيّة. وتشمل هذه التهديدات استخدام الموارد البيولوجيّة، تنظيم المياه، التلوّث، الزراعة وتربية الأحياء المائيّة، التغيّر المناخي، الطقس، التعدين وإنتاج الطاقة، التعديلات على النظام الطبيعي، وإنشاء الطرق وخدمات المواصلات. ومن المُلاحَظ أنه حتى عام 2023، لم يتم إعداد خطة حفاظ لتلك المواقع إلاّ لموقع واحد وهو هور الحويزة.
جميع مواقع رامسار العراقيّة مُصنَّفة كمناطق محميّة على قاعدة البيانات العالميّة للمناطق المحميّة، والتي تتبَع اللجنة العالميّة للمناطق المحميّة وعدّة منظّمات دوليّة أخرى.

## الخريطة
| هور الحويزة هور الحمار الأهوار الوسطى بحيرة ساوة قائمة مواقع رامسار في العراق · المواقع المُدرَجة على قائمة رامسار للأراضي الرطبة. |

## القائمة
تضم القائمة أربعة مواقع مُدرجة، منها ثلاثة أهوار رئيسيّة، والتي بدورها تحتوي على عشرة أهوار فرعيّة.(2) يُمكن فرز الجدول وفقًا للعمود عن طريق النقر فوق  أعلى العمود المناسب: أبجديًا لأعمدة الاسم والمساحة والارتفاع والرقم المرجعي وسنة التسجيل؛ وتبعًا للحالة لعمود الموقع ولنوع المعايير لعمود المعايير.
الاسم؛ اسم الموقع كما أُدرج في قائمة رامسار.
الموقع؛ اسم المحافظة، بالإضافة إلى إحداثيّات الموقع.
المساحة؛ مساحة الموقع بالهكتار، وذلك بمقتضى ما هو مُدرَج على الموقع الرسمي لمواقع رامسار.
الارتفاع؛ ارتفاع الموقع عن سطح البحر بالمتر.
الرقم؛ الرقم المرجعي للموقع في قائمة رامسار.
السنة؛ السنة التي أُدرج الموقع فيها على قائمة رامسار.
المعايير؛ المعايير التي تُعطي للمواقع الرطبة أهميّة عالميّة، وعددها تسعة معايير.
الملاحظات؛ معلومات موجَزة عن الموقع وعن الأنواع التي تعيش فيه.
| الصورة | الاسم          | الموقع                                                                               | المساحة | الارتفاع | الرقم | السنة | المعايير  | الملاحظات |
| ------ | -------------- | ------------------------------------------------------------------------------------ | ------- | -------- | ----- | ----- | --------- | --- |
|        | هور الحويزة    | محافظة ميسان ومحافظة البصرة 31°25′01″N 47°37′59″E / 31.417°N 47.633°E                | 137,700 | 4.3      | 1718  | 2007  | 1,2,4,6,8 | يُعتبر الموقع جزءًا من منطقة المستنقعات الفراتيّة التي تقع في مُلتقى نهريّ دجلة والفرات. ويُعتبر محميّة طبيعيّة ذات أهمية قصوى لحفظ التنوّع البيولوجي، حيث يُعَد موئلاً للعديد من الأنواع المُهدَّدة بالانقراض مثل هازجة قصب البصرة، رفش الكرخة، والقضاعة ملساء الفراء. كما يُعد مسارًا مهمًا للطيور المهاجرة. |
|        | بحيرة ساوة     | محافظة المثنى 31°18′47″N 45°00′22″E / 31.313°N 45.006°E                              | 500     | 17       | 2240  | 2014  | 1,2       | تُعتبر البحيرة فريدةً في منطقتها البيوجيوغرافيّة لأنها حوض مغلق في منطقة سبخة (مُستنقع ملحي) بدون مصب أو مخرج، وهي مُمتدة فوق صخور الحجر الجيري. يُعتبر الموقع موئلاً لعدة أنواع مُهدَّدة عالميًا، مثل ملكة العقبان الشرقية، الحُبارى الأَفرِيقي، والشرشير المُخطط. |
|        | الأهوار الوسطى | محافظة ميسان ومحافظة ذي قار ومحافظة البصرة 31°10′34″N 46°58′59″E / 31.176°N 46.983°E | 219,700 | 2.5      | 2241  | 2014  | 1,2,4,6   | أُعلن الموقع كحديقة وطنية في 2013. يُعتبر موئلاً لعدد من الطيور المُهدَّدة مثل هازجة قصب البصرة والعقاب الأسعف الكبير اللذان يهاجران بين غرب سيبريا وشرق وجنوب أفريقيا. كما يستضيف عددًا من أنواع الطيور كالبجع الأبيض الكبير، والبلشون الرمادي والنورس القزويني. ويشمل الموقع أنواعًا عالميّة أخرى مُهدَّدة بالانقراض كرفش الكرخة والقضاعة ملساء الفراء. كما يُوفِّر مجموعة من الخدمات التنظيميّة كتنقية المياه. |
|        | هور الحمّار     | محافظة ذي قار 30°48′22″N 47°01′01″E / 30.806°N 47.017°E                              | 180,000 | 1.6      | 2242  | 2014  | 1,2,4,6   | يضم الموقع أنواعًا مُهدَّدة عالميًا مثل هازجة قصب البصرة والشرشير المُخطّط. كما يضم أسماكًا قليلة التواجد عالميًا مثل السمك البُنّي ورفش الكرخة. ويُعتبر البلطي الزيلي السمك السائد في الموقع، وهو نوع غير أصيل وغير محلّي. |

## هوامش
- 1 تعرّضت الأهوار للتجفيف المستمر خلال الفترة الماضية لأسباب كثيرة، منها أسباب سياسيّة أثناء الحروب والأزمات التي مرّت على العراق كحرب الخليج الأولى وانتفاضة 1991، بالإضافة إلى أسباب بشريّة تنمويّة كإنشاء طرق وسدود على مجرى الأنهار المغذيّة خلال فترات مختلفة، وأسباب طبيعيّة كالتغير المناخي والتصحّر ومعدل التصريف العالي خلال السنوات القليلة الماضية. لقد أدّت أعمال التجفيف تلك إلى تقلّص مساحة الأهوار بشكل كبير.[31] ولقد وصفتها الأمم المتحدة بأنها «كارثة إنسانيّة وبيئيّة مأساويّة»، كما وصفها مراقبون آخرون باعتبارها واحدة من أسوأ الكوارث البيئيّة في القرن العشرين.[32][33]
- 2 تُشكِّل هور الحويزة كل من أهوار الحويزة، مجنون، والسنّاف. كما تُشكِّل الأهوار الوسطى كل من أهوار الجبايش والإصلاح والخير والمجد والدواية، في حين تُشكِّل هور الحمّار كل من أهوار الحمّار الشرقي والغربي.[34]